# Apesante (con Eracle)
Apesante era un personaggio della mitologia greca che assistette all'impresa di Eracle di uccidere il leone di Nemea.

## Mitologia
Eracle, punito per la sua pazzia, dovette sottostare a dodici prove, che una volta superate l'avrebbero aperto la strada per l'Olimpo. Una di queste era la cattura o l'uccisione del leone di Nemea, un mostro terribile e creatura magica invulnerabile.
Apesante, un giovane del luogo, era lì vicino quando l'eroe affrontò il mostro che, prima di essere annientato, lo uccise.

Ad Apesante fu dedicato il monte dove il leone, alla fine, si dovette arrendere e morì.